# Coppa Korać 1997-1998
La Coppa Korać 1997-1998 di pallacanestro maschile venne vinta dalla Mash Verona.

## Risultati

### Turno preliminare
| Team #1                 | Agg.      | Team #2                        | Andata | Ritorno |
| ----------------------- | --------- | ------------------------------ | ------ | ------- |
| Rés. Walferdange        | 157 - 182 | Beira-Mar                      | 79-81  | 78-101  |
| Steaua Buchureşti       | 135 - 141 | Strumica Tabak                 | 63-53  | 72-88   |
| MBK Mykolaïv            | 127 - 133 | Slavia Sofia                   | 66-67  | 61-66   |
| Saab Uusikaupunki       | 159 - 163 | Astra Sodertalje               | 80-83  | 79-80   |
| Montan Kapfenberg       | 143 - 134 | Albacomp Fehérvár              | 65-74  | 78-60   |
| Crvena Zvezda           | 179 - 131 | Panathinaikos Limassol         | 90-54  | 89-77   |
| Češko                   | 136 - 145 | Dinamo Bucureşti               | 72-68  | 64-77   |
| Benfica                 | 144 - 130 | Fribourg Olympic               | 66-67  | 78-63   |
| Hans Verkerk Den Helder | 147 - 111 | Sparta Bertrange               | 93-64  | 54-47   |
| Sparta Praha            | 138 - 127 | Polonia Przemyśl               | 63-60  | 75-67   |
| Houthalen               | 167 - 166 | Möllersdorf Traiskirchen Lions | 88-74  | 79-92   |
| Šumen                   | 180 - 191 | Orka                           | 85-85  | 95-106  |
| Žito Vardar             | 153 - 151 | Kompakt                        | 84-70  | 71-81   |
| UBC Mattersburg         | 125 - 150 | Benston Zagreb                 | 75-83  | 50-67   |
| Ricoh Astronauts        | 126 - 160 | Belgacom Union Mons            | 57-81  | 71-79   |
| Lahti Logistics         | 153 - 163 | Ventspils                      | 80-89  | 73-74   |
| Brotnjo Čitluk          | 0 - 40    | Falco Szombathely              | 0-20   | 0-20    |
| Queluz                  | 132 - 134 | UBC Stahlbau Oberwart          | 67-66  | 65-68   |
| Rustavi                 | 148 - 165 | Estonian Fairs                 | 81-75  | 67-90   |
| Strumica                | 119 - 214 | Vojvodina                      | 66-108 | 53-96   |
| Cherno More Varna       | 186 - 168 | Spartak Subotica               | 97-70  | 89-98   |

### Fase a gironi

#### Gruppo A
|    | Squadra             | G | V | P | PF  | PS  | Dif | P.ti |
| -- | ------------------- | - | - | - | --- | --- | --- | ---- |
| 1. | Leon Caja España    | 6 | 6 | 0 | 549 | 465 | +84 | 12   |
| 2. | Fontanafredda Siena | 6 | 4 | 2 | 498 | 477 | +22 | 10   |
| 3. | Beira-Mar           | 6 | 1 | 5 | 469 | 521 | -52 | 7    |
| 4. | Oberelchingen       | 6 | 1 | 5 | 453 | 506 | -53 | 7    |

#### Gruppo B
|    | Squadra           | G | V | P | PF  | PS  | Dif | P.ti |
| -- | ----------------- | - | - | - | --- | --- | --- | ---- |
| 1. | Crvena zvezda     | 6 | 5 | 1 | 513 | 431 | +72 | 11   |
| 2. | Peristeri 3Bit    | 6 | 4 | 2 | 472 | 419 | +53 | 10   |
| 3. | Bnei Herzliya     | 6 | 2 | 4 | 446 | 471 | -25 | 8    |
| 4. | Montan Kapfenberg | 6 | 1 | 5 | 430 | 560 | -76 | 7    |

#### Gruppo C
|    | Squadra          | G | V | P | PF  | PS  | Dif | P.ti |
| -- | ---------------- | - | - | - | --- | --- | --- | ---- |
| 1. | Statyba          | 6 | 4 | 2 | 516 | 466 | +50 | 10   |
| 2. | S.S. Szczeciński | 6 | 3 | 3 | 446 | 433 | +13 | 9    |
| 3. | Lokomotiv Kazan  | 6 | 3 | 3 | 447 | 474 | -27 | 9    |
| 4. | Astra Södertälje | 6 | 2 | 4 | 500 | 536 | -36 | 8    |

#### Gruppo D
|    | Squadra        | G | V | P | PF  | PS  | Dif  | P.ti |
| -- | -------------- | - | - | - | --- | --- | ---- | ---- |
| 1. | Darüşşafaka    | 6 | 5 | 1 | 476 | 399 | +77  | 11   |
| 2. | Budućnost      | 6 | 5 | 1 | 506 | 434 | +72  | 11   |
| 3. | Slavia Sofia   | 6 | 1 | 5 | 490 | 530 | -40  | 7    |
| 4. | Strumica Tabak | 6 | 1 | 5 | 446 | 555 | -109 | 7    |

#### Gruppo E
|    | Squadra            | G | V | P | PF  | PS  | Dif | P.ti |
| -- | ------------------ | - | - | - | --- | --- | --- | ---- |
| 1. | Hapoel Galil Elyon | 6 | 5 | 1 | 516 | 441 | +75 | 11   |
| 2. | Papagou Katselis   | 6 | 3 | 3 | 424 | 392 | +32 | 9    |
| 3. | Dinamo Bucureşti   | 6 | 3 | 3 | 450 | 461 | -11 | 9    |
| 4. | AEL Limassol       | 6 | 1 | 5 | 469 | 520 | -51 | 7    |

#### Gruppo F
|    | Squadra          | G | V | P | PF  | PS  | Dif  | P.ti |
| -- | ---------------- | - | - | - | --- | --- | ---- | ---- |
| 1. | UniVersa Bamberg | 6 | 6 | 0 | 515 | 439 | +76  | 12   |
| 2. | Montpellier      | 6 | 4 | 2 | 462 | 440 | +22  | 10   |
| 3. | Benfica          | 6 | 2 | 4 | 479 | 465 | +14  | 8    |
| 4. | Hans Verkerk     | 6 | 0 | 6 | 350 | 462 | -112 | 6    |

#### Gruppo G
|    | Squadra            | G | V | P | PF  | PS  | Dif | P.ti |
| -- | ------------------ | - | - | - | --- | --- | --- | ---- |
| 1. | Riello Mash Verona | 6 | 4 | 2 | 516 | 457 | +59 | 10   |
| 2. | Kombassan Konya    | 6 | 4 | 2 | 430 | 402 | +28 | 10   |
| 3. | Orka               | 6 | 3 | 3 | 446 | 488 | -42 | 9    |
| 4. | Zadar              | 6 | 1 | 5 | 408 | 432 | -24 | 7    |

#### Gruppo H
|    | Squadra      | G | V | P | PF  | PS  | Dif  | P.ti |
| -- | ------------ | - | - | - | --- | --- | ---- | ---- |
| 1. | Nancy        | 6 | 5 | 1 | 517 | 425 | +92  | 11   |
| 2. | Tau Cerámica | 6 | 4 | 2 | 491 | 389 | +102 | 9    |
| 3. | Houthalen    | 6 | 2 | 4 | 435 | 489 | -54  | 8    |
| 4. | Sparta Praha | 6 | 1 | 5 | 374 | 514 | -140 | 7    |

#### Gruppo I
|    | Squadra           | G | V | P | PF  | PS  | Dif  | P.ti |
| -- | ----------------- | - | - | - | --- | --- | ---- | ---- |
| 1. | Aris Moda Bagno   | 6 | 5 | 1 | 528 | 391 | +137 | 11   |
| 2. | Trier             | 6 | 4 | 2 | 508 | 478 | +30  | 10   |
| 3. | Falco Szombathely | 6 | 3 | 3 | 491 | 535 | -43  | 9    |
| 4. | Maribor Ovni      | 6 | 0 | 6 | 376 | 499 | -123 | 6    |

#### Gruppo J
|    | Squadra             | G | V | P | PF  | PS  | Dif | P.ti |
| -- | ------------------- | - | - | - | --- | --- | --- | ---- |
| 1. | Cholet              | 6 | 6 | 0 | 454 | 383 | +71 | 12   |
| 2. | TDK Manresa         | 6 | 4 | 2 | 479 | 456 | +23 | 10   |
| 3. | Ovarense Aerosoles  | 6 | 1 | 5 | 428 | 467 | -39 | 7    |
| 4. | Belgacom Union Mons | 6 | 1 | 5 | 433 | 488 | -55 | 7    |

#### Gruppo K
|    | Squadra           | G | V | P | PF  | PS  | Dif  | P.ti |
| -- | ----------------- | - | - | - | --- | --- | ---- | ---- |
| 1. | Ventspils         | 6 | 4 | 2 | 514 | 423 | +88  | 10   |
| 2. | Spartak Mosca     | 6 | 4 | 2 | 492 | 426 | +66  | 10   |
| 3. | CSKA Kiev         | 6 | 4 | 2 | 428 | 443 | -15  | 10   |
| 4. | Nobiles Włocławek | 6 | 0 | 6 | 384 | 526 | -142 | 6    |

#### Gruppo L
|    | Squadra         | G | V | P | PF  | PS  | Dif  | P.ti |
| -- | --------------- | - | - | - | --- | --- | ---- | ---- |
| 1. | Varese Roosters | 6 | 5 | 1 | 505 | 424 | +81  | 11   |
| 2. | Galatasaray     | 6 | 4 | 2 | 506 | 428 | +78  | 10   |
| 3. | Benston Zagreb  | 6 | 3 | 3 | 482 | 449 | +6   | 7    |
| 4. | Žito Vardar     | 6 | 0 | 6 | 411 | 576 | -165 | 6    |

#### Gruppo M
|    | Squadra               | G | V | P | PF  | PS  | Dif  | P.ti |
| -- | --------------------- | - | - | - | --- | --- | ---- | ---- |
| 1. | Calze Pompea Roma     | 6 | 6 | 0 | 514 | 343 | +171 | 12   |
| 2. | Maccabi Rishon LeZion | 6 | 3 | 3 | 431 | 417 | +14  | 9    |
| 3. | Vojvodina             | 6 | 3 | 3 | 378 | 410 | -32  | 9    |
| 4. | Helios Domžale        | 6 | 0 | 6 | 389 | 462 | -73  | 6    |

#### Gruppo N
|    | Squadra           | G | V | P | PF  | PS  | Dif | P.ti |
| -- | ----------------- | - | - | - | --- | --- | --- | ---- |
| 1. | Stal Bobrek Bytom | 6 | 4 | 2 | 487 | 476 | +11 | 10   |
| 2. | Cherno More       | 6 | 3 | 3 | 471 | 464 | +7  | 10   |
| 3. | Tuborg Pilsner    | 6 | 3 | 3 | 514 | 479 | +35 | 9    |
| 4. | Sporting          | 6 | 2 | 4 | 425 | 478 | -53 | 8    |

#### Gruppo O
|    | Squadra              | G | V | P | PF  | PS  | Dif | P.ti |
| -- | -------------------- | - | - | - | --- | --- | --- | ---- |
| 1. | Unicaja              | 6 | 5 | 1 | 486 | 411 | +75 | 11   |
| 2. | JDA Dijon            | 6 | 4 | 2 | 454 | 435 | +19 | 10   |
| 3. | Telekom Baskets Bonn | 6 | 2 | 4 | 475 | 478 | -3  | 8    |
| 4. | Stahlbau Oberwart    | 6 | 1 | 5 | 453 | 544 | -91 | 7    |

#### Gruppo P
|    | Squadra            | G | V | P | PF  | PS  | Dif | P.ti |
| -- | ------------------ | - | - | - | --- | --- | --- | ---- |
| 1. | Dendi Basket       | 6 | 5 | 1 | 494 | 454 | +40 | 11   |
| 2. | Šiauliai           | 6 | 4 | 2 | 509 | 446 | +63 | 10   |
| 3. | Šachtër Čeremchovo | 6 | 3 | 3 | 431 | 459 | -28 | 9    |
| 4. | Estonian Fairs     | 6 | 1 | 5 | 419 | 504 | -85 | 7    |

### Sedicesimi di finale
| Team #1                | Agg.      | Team #2               | Andata | Ritorno |
| ---------------------- | --------- | --------------------- | ------ | ------- |
| Fontanafredda Siena    | 154 - 163 | Stella Rossa Belgrado | 81-72  | 73-91   |
| Nikas Peristeri        | 145 - 137 | León Caja España      | 78-69  | 67-68   |
| S.S. Szczeciński       | 133 - 137 | Darüşşafaka           | 78-69  | 55-68   |
| Budućnost              | 144 - 138 | Statyba               | 83-69  | 61-69   |
| Papagou                | 129 - 117 | TTL UniVersa Bamberg  | 60-71  | 69-46   |
| Montpellier            | 118 - 136 | Hapoel Galil Elyon    | 61-56  | 57-80   |
| Kombassan Konya        | 140 - 137 | Nancy                 | 74-68  | 66-69   |
| Tau Cerámica           | 155 - 169 | Mash Verona           | 70-90  | 85-79   |
| Trier                  | 145 - 170 | Cholet Basket         | 102-66 | 73-67   |
| TDK Manresa            | 158 - 163 | Aris Moda Bagno       | 84-67  | 74-96   |
| Spartak Mosca          | 173 - 198 | Varese Roosters       | 79-104 | 94-94   |
| Galatasaray            | 141 - 146 | Ventspils             | 77-76  | 64-70   |
| Maccabi Rishon LeZion  | 149 - 163 | Stal Bobrek Bytom     | 63-81  | 86-82   |
| Cherno More Port Varna | 134 - 163 | Calze Pompea Roma     | 79-78  | 55-85   |
| Dijon                  | 171 - 152 | Dendi                 | 85-79  | 86-73   |
| Šiauliai               | 133 - 142 | Unicaja               | 74-73  | 59-69   |

### Ottavi di finale
| Team #1               | Agg.      | Team #2         | Andata | Ritorno |
| --------------------- | --------- | --------------- | ------ | ------- |
| Stella Rossa Belgrado | 148 - 139 | Darüşşafaka     | 67-62  | 81-77   |
| Nikas Peristeri       | 136 - 135 | Budućnost       | 76-57  | 60-78   |
| Papagou               | 134 - 142 | Kombassan Konya | 79-76  | 55-66   |
| Hapoel Galil Elyon    | 146 - 154 | Mash Verona     | 86-83  | 60-71   |
| Cholet Basket         | 177 - 159 | Varese Roosters | 95-70  | 82-89   |
| Aris Moda Bagno       | 175 - 133 | Ventspils       | 102-66 | 73-67   |
| Stal Bobrek Bytom     | 133 - 138 | Dijon           | 77-63  | 56-75   |
| Calze Pompea Roma     | 139 - 129 | Unicaja         | 74-55  | 65-74   |

### Quarti di finale
| Team #1               | Agg.      | Team #2           | Andata | Ritorno |
| --------------------- | --------- | ----------------- | ------ | ------- |
| Stella Rossa Belgrado | 144 - 133 | Kombassan Konya   | 81-66  | 63-67   |
| Nikas Peristeri       | 151 - 158 | Mash Verona       | 72-68  | 79-90   |
| Cholet Basket         | 139 - 124 | Dijon             | 82-62  | 57-62   |
| Aris Moda Bagno       | 158 - 166 | Calze Pompea Roma | 79-80  | 79-86   |

### Semifinali
| Team #1               | Agg.      | Team #2           | Andata | Ritorno |
| --------------------- | --------- | ----------------- | ------ | ------- |
| Stella Rossa Belgrado | 155 - 145 | Cholet Basket     | 81-49  | 74-96   |
| Mash Verona           | 166 - 154 | Calze Pompea Roma | 96-82  | 70-72   |

### Finale
| Team #1     | Agg.      | Team #2               | Andata | Ritorno |
| ----------- | --------- | --------------------- | ------ | ------- |
| Mash Verona | 141 - 138 | Stella Rossa Belgrado | 68-74  | 73-64   |

| Coppa Korać 1997-1998 |
| --------------------- |
| Mash Verona 1º titolo |

## Formazione vincitrice
| N° | Naz.                   | Ruolo | Sportivo              |  | Alt. |  |
| -- | ---------------------- | ----- | --------------------- |  | ---- |  |
| 4  | Italia (bandiera)      | P     | Gianluca Tiso         |  |      |  |
| 5  | Italia (bandiera)      | AG    | Mario Soave           |  |      |  |
| 6  | Italia (bandiera)      | G     | Roberto Bullara       |  |      |  |
| 7  | Italia (bandiera)      | C     | Alessandro Boni       |  |      |  |
| 8  | Italia (bandiera)      | P     | Mike Iuzzolino        |  |      |  |
| 9  | Italia (bandiera)      | AG    | Roberto Dalla Vecchia |  |      |  |
| 10 | Danimarca (bandiera)   | AG    | Joachim Jerichow      |  |      |  |
| 11 | Italia (bandiera)      | AC    | Matteo Nobile         |  |      |  |
| 12 | Germania (bandiera)    | C     | Hansi Gnad            |  |      |  |
| 13 | Italia (bandiera)      | G     | Giampiero Savio       |  |      |  |
| 14 | Stati Uniti (bandiera) | G     | Myron Brown           |  |      |  |
| 15 | Stati Uniti (bandiera) | AP    | Randolph Keys         |  |      |  |
|    | Italia (bandiera)      |       | Massimo Spezie        |  |      |  |
|    | Italia (bandiera)      | G     | Matteo Sacchetti      |  |      |  |
|    | Italia (bandiera)      | G     | Davide Tisato         |  |      |  |
|    | Italia (bandiera)      | C     | Damiano Dalfini       |  |      |  |
|    | Italia (bandiera)      | C     | Tommaso Farnea        |  |      |  |
|    | Italia (bandiera)      | All.  | Andrea Mazzon         |  |      |  |